# Lucélia
Lucélia – miasto i gmina w Brazylii, w stanie São Paulo. Znajduje się w mezoregionie Presidente Prudente i mikroregionie Adamantina.
Z Lucélia pochodzi Lucimara Silva, brazylijska lekkoatletka, wieloboistka.